# قرار مجلس الأمن التابع للأمم المتحدة رقم 798
قرار مجلس الأمن التابع للأمم المتحدة رقم 798، الذي تم تبنيه بالإجماع في 18 كانون الأول / ديسمبر 1992، بعد إعادة التأكيد على القرارين 770 (1992) و771 (1992) ودعم مبادرة المجلس الأوروبي. أدان المجلس التقارير التي تتحدث عن عمليات الاحتجاز والاغتصاب الجماعية والمنظمة والمنهجية للنساء، ولا سيما المسلمات، في البوسنة والهرسك خلال حرب البوسنة.
وطالب المجلس كذلك بإغلاق جميع معسكرات الاعتقال، وطالب الأمين العام بتقديم الدعم لتمكين وفود الجماعة الأوروبية من الوصول بحرية وأمان إلى أماكن الاحتجاز، كما طلب تقريرًا في غضون 15 يومًا من صدور القرار الحالي .
كان القرار أول مرة تدين فيها الأمم المتحدة اغتصاب النساء في زمن الحرب.

## روابط خارجية
- نص القرار في undocs.org